# Ђовани (племе)
Ђовани је назив за племе са сјевера Албаније, област Дукађин.
Иван Јастребов је о овом племену записао да је племе узело назив по мјесту које је заузимало. Ту је била стара црква посвеена Св. Јовану. Раније су ту живјели Нешеи, али су због вендете нестали, а Сумај, у доба Јастребоа још ту живе. Племену Ђовани припада село Сума (тада 50 кућа, од тога 15 муслиманских). То село су образовали пресељеници из села Дајче (Задрима), из Куча Дрекаловића и Букемира, али, живе истим животом са селом Ђовани и славе истог патрона и у севму наступају заједно. Између села Ђовани и Сума је долина. Зове се долина бесједе - Lami cunevit. Ту су засједали житељи оба села разматрајући питања која су се тицала та два села. У селу Суми су сви житељи католици, поред 15 муслиманских породица. 